# Vodu
Vodu war eine brasilianische Thrash-, Power- und Speed-Metal-Band aus São Paulo, die im Jahr 1984 gründet wurde und sich 1991 auflöste. Die Band fand im Folgejahr erneut zusammen, löste sich jedoch noch im selben Jahr wieder auf.

## Geschichte
Die Band wurde im Jahr 1984 vom Sänger Andrews Góis, den Gitarristen Bruno Bontempi und Jose Gemignani, dem Bassisten André Cagni und dem Schlagzeuger Sérgio Facci gegründet. Nachdem sie die ersten Lieder entwickelt hatten, folgte im Jahr 1986 das Debütalbum The Final Conflict. Der Veröffentlichung schlossen sich Auftritte in Brasilien und Argentinien an. Ende 1986 spielte die Band zudem im Vorprogramm von Venom und Exciter. Im Jahr 1987 kamen mit den Gitarristen Victor Birner und Paulo Lanfranchi und dem Sänger Claudio Victorazza neue Mitglieder zur Besetzung. 1988 folgte über Rock Brigade Records das nächste Album Seeds of Destruction. Im Jahr 1991 folgte die EP No Way, die Live-Mitschnitte, neue Lieder und eine Coverversion von The Clash enthielt. Die Band löste sich im Jahr 1991 auf. Die Besetzung fand im Folgejahr noch einmal zusammen, löste sich noch im selben Jahr wieder auf. Im Jahr 1993 veröffentlichte Dynamo Brazilie das Album Endless Trip, wobei die Aufnahmen aus dem Jahr 1991 stammten.

## Stil
Laut thethrashmetalguide.com sei das Debütalbum mehr an Speed Metal orientiert, wobei die Gitarrenarbeit an Helloween und Viper erinnere. Lieder wie This Is Not Your World seien zudem thrash-metal-lastig, sodass es auch problemlos auf dem Debütalbum von Agent Steel hätte veröffentlicht werden können. Seeds of Destruction wurde dem Speed- und Thrash-Metal zugeordnet. Vor allem in den schnelleren Liedern erinnere die Band etwa an Agent Steels Unstoppable Force oder Toxiks World Circus. Auch die nächsten beiden Veröffentlichungen, No Way und Endless Trip wurden dem Speed- und Thrash-Metal zugeordnet. Der Gesang sei meist mittelklar und -hoch, wobei man sich gelegentlich auch an einer höheren Stimmlage versuche.
Die Riffs in Waiting for Nothing seien zudem stark am Power Metal orientiert, während das Lied Journey to the Unknown eine Mischung aus Speed- und Power-Metal sei. Lieder wie Silent Madness und Endless Street würden zudem alle drei Stile kombinieren. Matthias Herr ordnete die ersten beiden Alben dem Power Metal zu, wobei der Gesang und das Spiel der Instrumente technisch anspruchsvoll seien. Vor allem auf dem zweiten Album hätten die Speed-Metal-Anteile zugenommen. Laut Oliver Klemm vom Metal Hammer sei die Band weniger aggressive als die Labelkollegen Vulcano, da sie „sich stinknormalem uptempo-Metal mit NWOBHM-Einflüssen verschrieben“ habe. In der Mai-Ausgabe des Metal Hammer wird die Musik als eine Mischung aus Power- und Heavy-Metal beschrieben. Die Texte würden meist soziale und politische Themen behandeln.

## Diskografie
- 1985: Demo 1 (Demo, Eigenveröffentlichung)
- 1985: Demo 2 (Demo, Eigenveröffentlichung)
- 1986: The Final Conflict (Album, Rock Brigade Records)
- 1988: Seeds of Destruction (Album, Rock Brigade Records)
- 1989: No Way (EP, Rock Brigade Records)
- 1993: Endless Trip (Album, Dynamo Brazilie)